# Sporisorium aegyptiacum
Sporisorium aegyptiacum är en svampart som först beskrevs av A.A. Fisch. Waldh., och fick sitt nu gällande namn av Vánky 1988. Sporisorium aegyptiacum ingår i släktet Sporisorium och familjen Ustilaginaceae.   Inga underarter finns listade i Catalogue of Life.